# Krating Daeng
Krating Daeng (Thai: กระทิงแดง, dt. „roter Gaur“) ist ein hauptsächlich in Thailand verbreiteter Energydrink, der 1975 auf den Markt gebracht wurde. Er wird in kleinen bräunlichen Glasflaschen und verschiedenen Dosen verkauft.
Das Getränk wird von T. C. Pharmaceuticals produziert und vertrieben. Schlüsselbestandteile sind Koffein und Taurin, eine Aminosulfonsäure, die ursprünglich aus Stiergalle isoliert wurde, heute jedoch synthetisiert wird.

## Bezug zu Red Bull
Der österreichische Unternehmer Dietrich Mateschitz war 1982 während einer Dienstreise in Ostasien auf Krating Daeng aufmerksam geworden und erwarb in der Folge die Lizenzrechte an der Marke. Gemeinsam mit dem Eigentümer von T. C. Pharmaceuticals, Chaleo Yoovidhya, sowie dessen Sohn Chalerm, gründete Mateschitz in Österreich 1984 die Red Bull GmbH. Sie übernahmen Marketingkonzept und Grundrezeptur des Getränks, passten diese dem westlichen Geschmack an und gingen damit 1987 unter dem Namen Red Bull auf den europäischen Markt. Auch das Logo wurde dabei von Krating Daeng übernommen. Der Stier steht hierbei für Kraft, die Farbe Rot für Durchsetzungsvermögen und die Sonne für Energie.
Verglichen mit Red Bull schmeckt Krating Daeng süßer und hat keine Kohlensäure.